# جاك جونسون (سياسي)
جاك جونسون هو سياسي كندي، ولد في 20 أغسطس 1930 في ديترويت في الولايات المتحدة، وتوفي في 25 يونيو 2009 في كندا. حزبياً، نشط في حزب أونتاريو المحافظ التقدمي. وقد انتخب عضو برلمان مقاطعة أونتاريو.